# Siège du château de Tottori
Le siège du château de Tottori en 1581 est l'un des rares où la tactique de la famine est utilisée pour faire tomber la place assiégée. Les forces de Toyotomi Hideyoshi coupent l'approvisionnement du château et maintiennent le siège pendant 200 jours. Le siège prend fin lorsque le seigneur du château, Kikkawa Tsuneie, se rend et se suicide.

## Source de la traduction
- (en) Cet article est partiellement ou en totalité issu de l’article de Wikipédia en anglais intitulé « Siege of Tottori » (voir la liste des auteurs).